# مخور (شوط)
روستای مخور مرکز دهستان چشمه سرا بخش قره قویون شهرستان شوط در استان آذربایجان غربی در کشور ایران است.

## جمعیت
براساس سرشماری مرکز آمار ایران در سال ۱۳۹۵، جمعیت این روستا برابر با ۲٬۳۲۱ نفر (۶۰۶ خانوار) بوده‌است. 